# Curtea Militară de Apel București
Curtea Militară de Apel București este instanța militară de rang superior din sistemul judiciar militar al României, cu sediul în București. Aceasta are competența de a judeca apelurile formulate împotriva hotărârilor pronunțate de tribunalele militare teritoriale și de a soluționa anumite cauze în primă instanță, conform legii. Curtea funcționează ca instanță specializată, parte integrantă a sistemului judiciar românesc, și este subordonată din punct de vedere administrativ Consiliului Superior al Magistraturii și Înaltei Curți de Casație și Justiție.

## Judecători
- Judecător colonel Bădița Petre Valentin
- Judecător colonel Constantin Ciuculescu
- Judecător colonel Constantinescu Constantin Luchian
- Judecător colonel Matei George-Dorel
- Judecător maior Bănulescu Codruța
- Judecător maior Cristea Cristina-Maria
- Judecător maior Dumbravă Edgar Laurentiu[1]

## Competențe
Curtea militară de apel soluționează:
- în calitate de primă instanță, infracțiuni contra securității naționale: trădarea, trădarea prin transmitere de informații secrete de stat, trădarea prin ajutarea inamicului, acțiunii împotriva ordinii constituționale, acțiuni ostile contra statului, spionajul, atentatul care pune în pericol securitatea națională, atentatul contra unei colectivități, actele de diversiune, comunicarea de informații false, propaganda pentru război, compromiterea unor interese de stat, divulgarea secretului care periclitează securitatea națională, infracțiuni contra persoanelor care se bucură de protecție internațională, nedenunțarea unor infracțiuni contra securității naționale, săvârșite de militari, infracțiunile privind securitatea națională a României, prevăzute în legi speciale, săvârșite de militari, infracțiunile săvârșite de judecătorii tribunalelor militare și de procurorii militari de la parchetele militare care funcționează pe lângă aceste instanțe, infracțiunile săvârșite de generali, mareșali și amirali, cererile se strămutare, în cazurile prevăzute de lege;
- în calitate de instanță de apel, apelurile împotriva hotărârilor pronunțate în primă instanță de tribunalele militare;
  - Tribunalul Militar București
  - Tribunalul Militar Cluj
  - Tribunalul Militar Timișoara
  - Tribunalul Militar Iași
- soluționează conflictele de competență ivite între tribunalele militare din circumscripția sa, precum și contestațiile formulate împotriva hotărârilor pronunțate de acestea în cazurile prevăzute de lege.[2]